# Metalltuch
Das Metalltuch (auch Siebtuch) wird aus Metalldraht gewebt (z. B. Stahl, Messing, Bronze) und hauptsächlich für Siebe in der Papierindustrie sowie für Filter und Pressenablaufsiebe verschiedener Art verwendet (Drahtfilter).
Eine Sonderform ist die Verwendung von gekrepptem und mehrfach gefaltetem Metalltuch als dämpfende Zwischenlage in Ganzmetall-Schwingungsdämpfern.
Die Person, die das Metalltuch webt, nennt man Metalltuchweber. Ein bekannter Produktionsstandort war Reutlingen, wo bis in die 1970er Jahre Metalltücher mit bis zu 12 Metern Breite auf vor Ort hergestellten Webstühlen gewebt wurden. 
Typische Papiermaschinensiebe (auch Nass- oder Formiersiebe genannt) werden heute aus Kunststoff- statt aus Metalldrähten hergestellt, z. B. aus Polyamid oder Polyester. Noch immer ist Reutlingen der bedeutendste Standort für die Herstellung solcher Siebe in Deutschland.